# Albrecht Berger (Byzantinist)
Albrecht Berger (* 26. September 1957 in München) ist ein deutscher Byzantinist.
Albrecht Berger, Sohn des Indologen Hermann Berger und Bruder des Slawisten Tilman Berger, studierte von 1976 bis 1981 an der Universität München die Fächer Byzantinistik, frühchristliche und byzantinische Kunstgeschichte sowie lateinische Philologie des Mittelalters. Von 1984 bis 1989 war er wissenschaftlicher Mitarbeiter an der FU Berlin. Im Juli 1987 wurde er dort mit Untersuchungen zu den Patria Konstantinupoleos bei Paul Speck promoviert. Im Jahr 1988 erhielt er für seine Dissertation den Ernst-Reuter-Preis. 1993 erfolgte seine Habilitation in Byzantinistik ebenfalls an der FU Berlin. 
Von 1992 bis 1997 war er Referent für Byzantinistik an der Abteilung Istanbul des Deutschen Archäologischen Instituts, es folgte ein Heisenberg-Stipendium. Ab 2002 lehrte er als Professor an der Universität München, wo er 2023 emeritiert wurde. Berger ist seit 2004 Herausgeber der Byzantinischen Zeitschrift und seit 2006 korrespondierendes Mitglied des Deutschen Archäologischen Instituts.
Albrecht Berger ist Vater des Poetry Slammers und Rappers Johannes Berger.

## Schriften
Monografien
- Das Bad in der byzantinischen Zeit (= Miscellanea Byzantina Monacensia. Band 27). Institut für Byzantinistik und Neugriechische Philologie, München 1982 (erweiterte Fassung der Magisterarbeit).
- Untersuchungen zu den Patria Konstantinupoleos (= Poikila Byzantina. Band 8). Habelt, Bonn 1988, ISBN 3-7749-2357-4 (zugleich Dissertation, Freie Universität Berlin 1987) (Digitalisat).
- Leontios Presbyteros von Rom: Das Leben des heiligen Gregorios von Agrigent. Kritische Ausgabe, Übersetzung und Kommentar (= Berliner Byzantinistische Arbeiten. Band 60). Akademie-Verlag, Berlin 1995, ISBN 3-05-002753-3 (zugleich Habilitationsschrift, Freie Universität Berlin 1992) (Digitalisat).
- mit Helen Younansardaroud: Die griechische Vita des Hlg. Mamas von Kaisareia und ihre syrischen Versionen (= Semitica et Semitohamitica Berolinensia. Band 3). Shaker, Aachen 2003, ISBN 3-8322-1289-2.
- Life and works of Saint Gregentios, Archbishop of Taphar. Introduction, critical edition and translation (= Millennium-Studien. Band 7). Walter de Gruyter, Berlin 2006, ISBN 3-11-018445-1.
- Konstantinopel. Geschichte, Topographie, Religion (= Standorte in Antike und Christentum. Band 3). Hiersemann, Stuttgart 2011, ISBN 978-3-777-21027-8.
- Accounts of Medieval Constantinople. The Patria (= Dumbarton Oaks Medieval Library. Band 24). Harvard University Press, Cambridge (Mass.) 2013, ISBN 978-0-674-72481-5.
- The statues of Constantinople (Elements in the history of Constantinople). Cambridge University Press, Cambridge 2021, ISBN 978-1-108-95837-0.
- Nikephoros Xanthopulos: Das Gedicht auf die jüdische Geschichte (= Münchner Arbeiten zur Byzantinistik. Band 5). Utzverlag, München 2022, ISBN 978-3-8316-4973-0.
- Nicephori Callisti Xanthopuli Historia Ecclesiastica. Volumen I: Libri 1–6 (= Corpus Fontium Historiae Byzantinae. Band 57/1). Verlag der Österreichischen Akademie der Wissenschaften, Wien 2022, ISBN 978-3-7001-9245-9.
- Caspar Ludwig Momartz, Ἡ Βοσπορομαχία. Κριτικὴ ἔκδοση μὲ εἰσαγωγή, σχόλια, γλωσσάρι [Die Bosporomachia. Kritische Ausgabe mit Einleitung, Scholien und Glossar] (= ΒΥΖΑΝΤΙΝΗ ΚΑΙ ΝΕΟΕΛΛΗΝΙΚΗ ΒΙΒΛΙΟΘΗΚΗ. Band 14). ΜΙΕΤ, Athen 2022, ISBN 978-960-250-797-1.

Herausgeberschaften
- mit Sergei Mariev, Günter Prinzing und Alexander Riehle (Hrsg.): Koinotaton Doron. Das späte Byzanz zwischen Machtlosigkeit und kultureller Blüte (1204–1461) (= Byzantinisches Archiv. Als Ergänzung zur Byzantinischen Zeitschrift. Band 31). De Gruyter, Berlin 2016, ISBN 3-11-046953-7 (mit Schriftenverzeichnis).